# Cronologia del Medioevo
Cronologia essenziale del Medioevo (V-XV secolo).

## V secolo
| Anno      | Data | Evento | Significato                                                                     |
| --------- | ---- | --- | ------------------------------------------------------------------------------- |
| 402-404   |      | Stilicone vince i Goti più volte |                                                                                 |
| 402       |      | Ravenna capitale dell’Impero Romano d’Occidente sotto Onorio |                                                                                 |
| 405       |      | San Girolamo termina la Vulgata | Il Vangelo cristiano è tradotto in latino                                       |
| 406       |      | Vandali, Suebi e Burgundi attraversano il limes del Reno e invadono la Gallia | Inizio delle invasioni barbariche.                                              |
| 410       |      | Sacco di Roma dei Visigoti di Alarico I | I Visigoti sono pacificati con l'impero e i loro territori sono riconosciuti    |
| 415-416   |      | I Visigoti conquistano la Spagna. |                                                                                 |
| 420 circa |      | Burgundi, Alamanni, Vandali, Angli e Sassoni si stanziano stabilmente in alcune regioni dell'impero |                                                                                 |
| 429-430   |      | I Vandali iniziano la conquista del nord Africa. |                                                                                 |
| 431       |      | Concilio di Efeso | Condanna del nestorianesimo                                                     |
| 431-432   |      | San Patrizio inizia l'evangelizzazione dell'Irlanda |                                                                                 |
| 440       |      | Elezione di papa Leone I | Rafforzerà la supremazia della sede di Roma                                     |
| 442       |      | I Vandali terminano l'occupazione dell'Africa del nord | Dall'Africa giungeranno via mare in Sardegna, Corsica, Sicilia e Isole Baleari. |
| 450 circa |      | Prima evidenza archeologica e genetica del Plasmodium falciparum, vettore della forma fatale di malaria, nella necropoli tardo-romana di Lugnano in Teverina.                                                                                                  |                                                                                 |
| 451       |      | Attila sconfitto dalle forze romano-barbariche comandate da Flavio Ezio nella battaglia dei Campi Catalaunici |                                                                                 |
| 451       |      | Concilio di Calcedonia | Condanna del monofisismo; primato morale del vescovo di Roma                    |
| 452       |      | Attila distrugge Aquileia e causa la fondazione di Venezia da parte dei rifugiati. Successivamente, Attila lascia la penisola italica abbandonando tutte le pretese territoriali e accettando solo un tributo in oro dopo lo storico incontro con Papa Leone I |                                                                                 |
| 455       |      | Sacco di Roma dei Vandali |                                                                                 |
| 470 circa |      | Codex euricianus del visigoto Eurico | Prima raccolta di leggi scritte di una popolazione barbarica                    |
| 476       |      | L'ultimo imperatore romano, Romolo Augusto, è deposto da Odoacre, re degli Eruli | Fine convenzionale dell'Impero romano d'Occidente                               |
| 481       |      | Clodoveo re dei Franchi. |                                                                                 |
| 489       |      | Ostrogoti in Italia. |                                                                                 |
| 493       |      | Teodorico il Grande abbatte gli Eruli e fonda il regno degli Ostrogoti in Italia. |                                                                                 |
| 496       |      | Clodoveo si converte al cristianesimo sottomettendosi al papa, primo sovrano a riconoscere l'autorità romana. |                                                                                 |

## VI secolo
| Anno      | Data      | Evento | Significato |
| --------- | --------- | --- | --- |
| 507       |           | I Franchi sconfiggono i Visigoti obbligandoli ad attraversare i Pirenei.                                                                | |
| 527       | 1º agosto | Giustiniano I diventa Imperatore romano d'Oriente.                                                                                      | |
| 529-534   |           | Pubblicazione del Corpus iuris civilis                                                                                                  | vengono raccolte le leggi che getteranno le basi del moderno diritto romano                                                                                           |
| 529 circa |           | Benedetto da Norcia fonda il monastero di Montecassino.                                                                                 | Nasce l'ordine benedettino |
| 532       |           | Rivolta della Nika a Costantinopoli | Giustiniano I e l'imperatrice Teodora dimostrano forza e decisione nel dominare i ribelli                                                                             |
| 534       |           | I Franchi conquistano il regno dei Burgundi con la battaglia di Autun                                                                   | |
| 534       |           | I Bizantini, con Belisario, conquistano il Nord-Africa ai Vandali.                                                                      | |
| 535       |           | Inizia la guerra gotica tra Goti e Bizantini per il possesso dell'Italia.                                                               | |
| 541-546   |           | Totila infligge alcune sconfitte ai Bizantini, riprende Roma e Napoli                                                                   | Belisario viene richiamato a Costantinopoli (548) |
| 541       |           | Inizia la pandemia della peste di Giustiniano                                                                                           | |
| 554       |           | I Bizantini riprendono parte della Spagna meridionale ai Visigoti                                                                       | |
| 553       |           | Fine della guerra gotica (535-553) | |
| 562       |           | Pace dei 50 anni tra l'Impero e la Persia; i Bizantini riottengono il protettorato sulla Lazica ma devono pagare un tributo alla Persia | Ascesa della potenza persiana in medio-oriente a scapito di Bisanzio.                                                                                                 |
| 563       |           | San Columba fonda la missione di Iona.                                                                                                  | |
| 568-584   |           | Il Regno longobardo viene fondato in Italia.                                                                                            | Sono quasi del tutto annullate le conquiste dei Bizantini (a parte l'Esarcato di Ravenna, la Pentapoli, il ducato romano e una piccola parte dell'Italia meridionale) |
| 570       | 20 aprile | Nascita di Maometto | |
| 575       |           | I visigoti conquistano il regno degli Suebi in Spagna e fissano la capitale a Toledo                                                    | |
| 581-618   |           | Dinastia Sui in Cina | |
| 587       |           | Recaredo fa convertire i Visigoti dall'Arianesimo al Cattolicesimo                                                                      | |
| 590       |           | Elezione di papa Gregorio I. | |
| 597       |           | Agostino di Canterbury inviato da papa Gregorio I in Gran Bretagna                                                                      | Inizia l'evangelizzazione romana dell'isola, contro l'allora dominante monachesimo celtico                                                                            |

## VII secolo
| Anno    | Data      | Evento | Significato |
| ------- | --------- | --- | --- |
| 603     |           | La regina Teodolinda fa battezzare suo figlio                                                                             | Inizia la conversione dei Longobardi dall'arianesimo al cristianesimo romano                                                                                        |
| 610-641 |           | L'imperatore d'Oriente Eraclio I riorganizza l'impero creando una struttura statale con nomi in greco                     | Convenzionalmente si inizia a parlare di Impero bizantino piuttosto che di Impero Romano d'Oriente, anche per la perdita di interesse verso i territori occidentali |
| 610     |           | Maometto inizia la sua predicazione, in seguito alla visione dell'Arcangelo Gabriele                                      | |
| 613     |           | Clotario II riesce a riunificare il regno franco diviso tra gli eredi di Clodoveo                                         | |
| 618-907 |           | Dinastia Tang in Cina | |
| 622     | 16 luglio | Egira di Maometto. | |
| 626     |           | Gli Àvari assediano Costantinopoli                                                                                        | Gli Àvari posseggono ormai un vasto impero dall'Illiria, al Mar Baltico, al Volga, all'Elba                                                                         |
| 628     |           | I Bizantini con un'offensiva in Assiria che mette in pericolo Ctesifonte costringono i Persiani alla pace.                | Dopo l'iniziale svantaggio, i Bizantini vincono i Persiani, ma di lì a poco l'imprevedibile ascesa degli arabi annullerà le loro conquiste.                         |
| 630     |           | Maometto torna trionfante alla Mecca                                                                                      | La sua predicazione ha successo anche tra i ceti mercantili che inizialmente l'avevano osteggiato                                                                   |
| 632     | 8 giugno  | Morte di Maometto | L'Arabia è già unificata sotto l'Islam |
| 632     |           | Abū Bakr ʿAbd Allāh ibn Abī Quhāfa al-Ṣiddīq primo califfo musulmano.                                                     | |
| 637     |           | I musulmani conquistano Ctesifonte                                                                                        | Crolla l'impero persiano sasanide, conquistato completamente entro il 651                                                                                           |
| 637     |           | Gerusalemme presa dai musulmani.                                                                                          | |
| 641     |           | I musulmani prendono Alessandria d'Egitto.                                                                                | |
| 643     |           | Editto di Rotari | Legge longobarda messa per iscritto |
| 650     |           | Gli Slavi completano l'occupazione dei Balcani.                                                                           | |
| 654     |           | Recesvindo dei Visigoti promulga la Lex visigothorum                                                                      | Prima legislazione unificata per latini e goti |
| 656     |           | Grimoaldo (pipinide) cerca di far nominare suo figlio Childeberto come re dei franchi, ma fallisce e i due vengono uccisi | Nonostante i sovrani merovingi siano ormai deboli e nelle mani dei "Maestri di palazzo" pipinidi, i tempi non sono ancora maturi per il passaggio di potere         |
| 661     |           | Frattura fra sunniti e sciiti nell'Islam                                                                                  | Il califfato elettivo diventa ereditario |
| 661     |           | Il califfato viene spostato da Medina a Damasco                                                                           | Vittoria iniziale dei sunniti, dinastia omayyade |
| 664     |           | Sinodo di Whitby | La chiesa britannica completa il processo di fondazione e sottomissione a quella di Roma, organizzandosi gerarchicamente attorno all'arcivescovo di Canterbury.     |
| 674-678 |           | Vittoria bizantina nell'assedio di Costantinopoli da parte degli Arabi                                                    | L'avanzata degli Arabi viene bloccata dall'efficienza delle fortificazioni e della flotta di Costantinopoli                                                         |
| 681     |           | Fondazione del Primo Impero bulgaro                                                                                       | |
| 688     |           | Pipino di Herstal ottiene l'appoggio della nobiltà franca, e il potere regale "di fatto"                                  | I Franchi iniziano ad essere spaventati dalle incursioni degli Arabi e cercano un sovrano forte che li guidi, a differenza dei "re fannulloni" merovingi.           |
| 697     |           | Primo doge di Venezia | |
| 698     |           | I musulmani prendono Cartagine.                                                                                           | |

## VIII secolo
| Anno    | Data        | Evento                                                                                              | Significato |
| ------- | ----------- | --------------------------------------------------------------------------------------------------- | --- |
| 705     |             | I musulmani prendono il Marocco                                                                     | Fusione tra beduini (arabi) e berberi |
| 711     |             | I musulmani invadono la Spagna.                                                                     | Fine del regno dei Visigoti, ai quali restano solo alcune zone impervie nei Pirenei                                                                                      |
| 712     |             | Liutprando eletto sovrano dei Longobardi                                                            | Per recuperare l'identità nazionale longobarda, ormai in crisi, inizia a estendere e rafforzare il regno, scontrandosi con i Bizantini e destando preoccupazioni al papa |
| 716     |             | San Bonifacio, dall'Inghilterra, inizia la missione di evangelizzazione di Frisia, Turingia e Assia | |
| 718     |             | Secondo assedio musulmano a Costantinopoli, fallito.                                                | L'Europa orientale viene minacciata dall'invasione araba. |
| 726     |             | Inizio dell'iconoclastia sotto Leone III Isaurico.                                                  | Inizio dei contrasti con il Papa, che favorirà la conquista longobarda dell'Esarcato.                                                                                    |
| 728     |             | Donazione di Sutri.                                                                                 | Primo nucleo dello stato della Chiesa |
| 732     | ottobre     | Battaglia di Poitiers: Carlo Martello sconfigge i musulmani.                                        | |
| 737     |             | I musulmani arrivano a saccheggiare la Borgogna                                                     | Limite settentrionale delle scorrerie arabe |
| 739     |             | Liutprando assedia Roma, ma poi si ritira per l'intervento diplomatico di Carlo Martello            | |
| 740     |             | L'imperatore Leone III Isaurico sconfigge gli Arabi nella battaglia di Akroinon                     | |
| 750     |             | Inizio del califfato abbaside.                                                                      | |
| 751     |             | Battaglia del Talas                                                                                 | I cinesi Tang sono fermati dai musulmani nella loro spinta verso Occidente                                                                                               |
| 751     |             | Pipino il Breve è incoronato re dei Franchi da papa Zaccaria I                                      | Fondazione della dinastia carolingia |
| 751     |             | I Longobardi conquistano Ravenna.                                                                   | Cade l'Esarcato bizantino. Apogeo del regno longobardo che mira alla conquista di Roma preoccupando il Papa che chiede aiuto ai Franchi.                                 |
| 754-756 |             | Pipino sconfigge i Longobardi e dona al Papa l'Italia centrale.                                     | Inizio del potere temporale dello Stato della Chiesa. Inizia a circolare verosimilmente in quell'epoca il testo falsificato della Donazione di Costantino.               |
| 755     |             | Martirio di San Bonifacio, apostolo di Germania                                                     | |
| 768     |             | Inizio del regno di Carlo Magno                                                                     | |
| 771-774 |             | Carlo Magno ripudia la moglie longobarda e, chiamato dal papa, sconfigge Re Desiderio               | Carlo Magno ora è re dei Franchi e dei Longobardi |
| 778     |             | Rotta di Roncisvalle.                                                                               | Famosa per la tradizione epico-letteraria |
| 788     |             | Conquista della Baviera da parte di Carlo Magno                                                     | |
| 791-795 |             | Carlo Magno attacca gli Àvari                                                                       | La popolazione viene dispersa e trucidata; l'enorme tesoro àvaro (accumulato in anni di sussidi riscossi da Bisanzio) passa ai carolingi                                 |
| 793     |             | Sacco di Lindisfarne.                                                                               | Primo attacco vichingo alla Gran Bretagna. |
| 800     | 25 dicembre | Carlo Magno incoronato Imperatore da papa Leone III.                                                | Restaurazione di un Impero d'Occidente. |

## IX secolo
| Anno     | Data       | Evento | Significato |
| -------- | ---------- | --- | --- |
| 804      |            | Conclusa la conquista della Sassonia da parte dei Franchi (dal 772)                                           | I Sassoni sono convertiti forzatamente, deportati o sterminati                                                                   |
| 811      | 26 luglio  | L'imperatore bizantino Niceforo I viene sconfitto dai Bulgari, catturato e brutalmente giustiziato            | |
| 814      | 28 gennaio | Morte di Carlo Magno.                                                                                         | |
| 820-867  |            | Dinastia amoriana nell'Impero bizantino                                                                       | Propugnarono l'evangelizzazione degli slavi                                                                                      |
| 822      |            | Ludovico il Pio, dopo aver fatto morire Bernardo, re d'Italia, fa pubblica ammenda                            | L'ammenda, onorevole dal punto di vista cristiano, lo scredita, come atto di debolezza, agli occhi degli altri nobili del regno  |
| 827      |            | I musulmani Aghlabidi di Qayrawan iniziano la conquista della Sicilia                                         | |
| 840      |            | I musulmani prendono Bari e parte dell'Italia del Sud.                                                        | Invitati da napoletani per indebolire il ducato di Benevento rivale, i musulmani fondarono un emirato durato fino all'871        |
| 843      |            | Fine ufficiale dell'iconoclastia nell'impero bizantino                                                        | |
| 843      |            | Trattato di Verdun: divisione dell'impero carolingio tra i figli di Ludovico il Pio                           | Nascono il regno Franco e il futuro Sacro Romano Impero                                                                          |
| 846      |            | I musulmani nordafricani, risalendo da Ostia, saccheggiano la basilica di San Pietro in Vaticano              | Nasce una coalizione per scacciare i musulmani dal Sud Italia                                                                    |
| 847      |            | Il capitolare di Meerssen invita gli uomini liberi a scegliersi un signore e mettersi sotto la sua protezione | Diffusione del feudalesimo |
| 862      |            | I Variaghi fondano il primo principato di Rus', prima a Novgorod poi a Kiev                                   | |
| 865-885  |            | Conversione dei Bulgari al cristianesimo orientale bizantino                                                  | |
| 867-1057 |            | Dinastia dei Macedoni nell'impero bizantino                                                                   | Politica di accentramento a Costantinopoli                                                                                       |
| 867      |            | Fozio solleva la questione del Filioque                                                                       | Chiesa latina e Chiesa greca sull'orlo dello scisma, che per ora viene ricomposto                                                |
| 871      |            | Alfredo il Grande è il primo re dell'Inghilterra unita                                                        | Difesa dagli invasori danesi |
| 874      |            | L'Islanda è colonizzata da Normanni                                                                           | |
| 877      |            | Capitolare di Quierzy                                                                                         | Carlo il Calvo rende i grandi feudi trasmissibili per via ereditaria                                                             |
| 885      |            | I santi Cirillo e Metodio arrivano in Bulgaria                                                                | Creazione dell'alfabeto cirillico                                                                                                |
| 885-886  |            | I Normanni attaccano Parigi                                                                                   | |
| 899      |            | Incursioni degli Ungari in Italia                                                                             | |
| 899      |            | Eresia dei qarmati del Bahrain                                                                                | I disordini rendono necessario il dirottamento delle rotte commerciali del Golfo Persico verso il Mar Rosso e il Corno d'Africa. |

## X secolo
| Anno    | Data | Evento | Significato |
| ------- | ---- | --- | --- |
| 902     |      | Caduta di Taormina                                                                                                | Gli Arabi completano la conquista della Sicilia |
| 910     |      | Fondazione dell'Abbazia di Cluny                                                                                  | L'abbazia ebbe fin dall'inizio una forte indipendenza, grazie all'espediente del suo fondatore di affidarla direttamente alle dipendenze della Santa Sede, evitando qualsiasi controllo da parte dei vescovi della zona |
| 910     |      | La capitale del regno delle Asturie viene spostata da Oviedo a León                                               | Il regno diventa Regno di León, uno dei protagonisti della Reconquista |
| 910-911 |      | I Normanni di Rollone si stabiliscono nell'attuale Normandia                                                      | |
| 917     |      | Battaglia di Anchialus, Simeone I il Grande sconfigge i Bizantini.                                                | Ai sovrani bulgari viene riconosciuto il titolo imperiale |
| 926     |      | Nasce il Regno di Navarra                                                                                         | Uno dei protagonisti della Reconquista |
| 927     |      | Viene riconosciuto il Patriarcato bulgaro, la prima Chiesa nazionale indipendente in Europa.                      | |
| 929     |      | Gli Omayyadi di Cordova assumono il titolo di califfi, abbandonando l'iniziale titolo di Emiri                    | L'Islam è diviso in tre califfati, dal momento che in Ifriqiya prendono il potere i Fatimidi |
| 935     |      | Enrico l'Uccellatore batte gli Ungari                                                                             | |
| 951     |      | La corona di Borgogna diventa ad appannaggio dei re di Germania                                                   | |
| 955     |      | Battaglia di Lechfeld, Ottone I sconfigge gli Ungari                                                              | |
| 957     |      | Battesimo della principessa Olga di Kiev                                                                          | Culmina il processo di conversione al cristianesimo orientale della Rus' di Kiev |
| 960     |      | Il futuro imperatore bizantino Niceforo II Foca conquista l'isola di Creta, importante base navale araba          | |
| 962     |      | Ottone I incoronato imperatore                                                                                    | Ottone rinvigorisce un titolo ormai desueto. Nasce la dinastia ottoniana |
| 968     |      | San Vladimiro riunifica il territorio russo e pone la capitale a Kiev                                             | Da allora si può iniziare a parlare di Russia |
| 969     |      | Gli sciiti Fatimidi conquistano Il Cairo                                                                          | |
| 973     |      | Guglielmo I di Provenza, dopo il rapimento di san Maiolo, annienta la base dei predoni di Frassineto, in Provenza | Predoni musulmani, o baschi, vi si erano insediati nell'890 |
| 982     |      | Ottone II viene sconfitto dai musulmani nel Meridione d'Italia                                                    | |
| 987-996 |      | Sale al trono di Francia Ugo Capeto                                                                               | È il fondatore della dinastia dei Capetingi |
| 996     |      | Ottone III si fa incoronare imperatore a Roma                                                                     | Attratto dai fasti della Roma imperiale inizia un progetto ambizioso di restaurare la capitale a Roma, ma la sua morte prematura rende difficile tutt'oggi comprendere quale fosse il suo piano                         |
| 996-997 |      | Almanzor saccheggia Santiago di Compostela                                                                        | Riscossa del mondo cristiano incitata dall'abbazia di Cluny |

## XI secolo
| Anno | Data       | Evento | Significato |
| ---- | ---------- | --- | --- |
| 1001 |            | Il papa incorona Stefano I d'Ungheria | Fondazione del Regno d'Ungheria |
| 1004 |            | Nasce ufficialmente la Repubblica di Venezia | |
| 1008 |            | Conversione di re Olof III di Svezia | Non può imporre la conversione al suo popolo, ma faciliterà le missioni provenienti dalla Germania del Nord |
| 1015 |            | Il re danese Knut conquista l'Inghilterra | |
| 1018 |            | I Bizantini sotto Basilio II (l'Ammazzabulgari) conquistano la Bulgaria.                                                                                                  | Il confine dell'Impero torna sul Danubio. |
| 1029 |            | Rainulfo Drengot ottiene la contea di Aversa | Primo dominio normanno nel meridione d'Italia |
| 1032 |            | La corona d'Italia diventa ad appannaggio dei re di Germania | |
| 1035 |            | L'Aragona diventa un regno indipendente | Uno dei protagonisti della Reconquista |
| 1037 |            | Constitutio de feudis | Anche i feudi minori diventano trasmissibili ereditariamente |
| 1042 |            | Edoardo il Confessore tenta di riprendere l'Inghilterra ai danesi ma viene sconfitto e imprigionato                                                                       | |
| 1045 |            | Nasce la Pataria a Milano | |
| 1046 |            | Enrico III impone un suo candidato come papa | Il sopruso spinge la volontà di una riforma |
| 1052 |            | I pisani cacciano gli Arabi dalla Sardegna | Gli insediamenti arabi erano comunque sparsi e non organizzati statalmente come in Sicilia |
| 1053 |            | Papa Leone IX viene catturato dai Normanni | Il papa, riconosciuta la loro forza e legittimate le conquiste in Sicilia, si alleerà con loro nella lotta per le investiture |
| 1054 |            | Scisma d'Oriente | Divisione tra Cristiani latini (cattolici) e greci (ortodossi). Ciò fu fomentato dai latini anche per permettere lo smantellamento della Chiesa greca nel Meridione d'Italia, ordinato ai Normanni |
| 1055 |            | Riprende la Reconquista, accelerata dopo la morte dell'energico hagib di al-Andalus, Almanzor                                                                             | |
| 1059 |            | Niccolò II indice il sinodo laterano dove si fissò il celibato del clero e il divieto assoluto per qualsiasi religioso di accettare cariche da un laico pena la scomunica | Inizia la vera e propria lotta per le investiture |
| 1059 |            | Giuramento di fedeltà al papa Leone IX dei normanni Riccardo di Quarrel e Roberto il Guiscardo a Melfi                                                                    | Riconosciuti rispettivamente come Principe di Capua e duca di Puglia, Calabria e Sicilia |
| 1061 |            | La reggente imperatrice Agnese indice un sinodo a Basilea che elegge l'Antipapa Onorio II                                                                                 | Scisma per l'elezione di una papa patarino, Alessandro II; preoccupazione nel mondo germanico per l'acuirsi della lotta per le investiture. Alessandro II risponde con atti simbolici, come la concessione del vessillo di San Pietro ai sovrani europei in lotta che rende formalmente signore di Inghilterra, Aragona e Sicilia. |
| 1064 |            | Papa Alessandro II emette una bolla per incitare la Reconquista | L'atto farà da modello per la crociata |
| 1066 | 14 ottobre | Battaglia di Hastings: Guglielmo il Conquistatore, invade con successo l'Inghilterra e ne diventa re                                                                      | |
| 1071 |            | Battaglia di Manzicerta | I turchi Selgiuchidi sconfiggono i Bizantini |
| 1073 |            | Papa Gregorio VII viene eletto | Inizia il periodo della riforma. |
| 1075 |            | Dictatus papae | Papa Gregorio VII dichiarava il pontificato come detentore di un potere assoluto sulla terra che gli dava anche la facoltà di deporre i sovrani laici. Ribellione di Enrico IV |
| 1076 | 24 gennaio | Sinodo di Worms | Enrico IV scomunica e depone Gregorio VII. A sua volta poi Gregorio scomunica e depone l'Imperatore sciogliendo i suoi sudditi dall'obbedirgli. Prima scomunica di un imperatore |
| 1077 |            | Umiliazione di Canossa durante la lotta per le investiture | Enrico IV si sottomette a Gregorio VII sotto la protezione di Matilde di Canossa. Sia papa che imperatore (umiliatosi seguendo l'esempio di Cristo) escono vittoriosi dalla crisi |
| 1085 |            | El Cid conquista Toledo | |
| 1085 |            | Lucca e Pisa hanno già dei consoli | Nascita dei comuni, eversione al sistema feudale |
| 1086 |            | Domesday Book, censimento delle terre inglesi per l'organizzazione statale di Guglielmo il Conquistatore.                                                                 | |
| 1086 | 23 ottobre | Battaglia di al-Zallaqa | Gli Almoravidi, chiamati dalle autorità andaluse, infliggono una durissima sconfitta ai cristiani della Reconquista. Gli Almoravidi ricompongono l'autorità centrale in Spagna e avviano un periodo di nuova prosperità e serenità                                                                                                 |
| 1088 |            | Fondata l'Università di Bologna | |
| 1091 | 29 aprile  | L'imperatore bizantino Alessio Comneno sconfigge e distrugge i Peceneghi, che avevano sfondato il limes danubiano                                                         | Terminati i problemi nella parte balcanica dell'impero, Alessio inizia a dedicarsi alla riconquista dell'Anatolia e della Siria |
| 1091 |            | I Normanni conquistano la Sicilia | Fine del dominio arabo sull'isola |
| 1094 |            | El Cid conquista Valencia | |
| 1095 |            | Appello di Clermont | Urbano II mobilita il mondo cristiano per quella che sarà la crociata |
| 1098 |            | Fondazione dell'ordine cistercense | |
| 1099 |            | Comune a Genova | |
| 1099 |            | Prima crociata | Insperata conquista di Gerusalemme e fondazione degli Stati crociati |
| 1100 |            | Morte di Goffredo da Buglione | Suo fratello Baldovino si fa incoronare primo re di Gerusalemme |

## XII secolo
| Anno       | Data         | Evento | Significato |
| ---------- | ------------ | --- | --- |
| 1111 circa |              | Gli Slavi occidentali sono convertiti formalmente al cristianesimo latino da missionari provenienti soprattutto da Magdeburgo                                                            | Gradualmente molti slavi vennero colonizzati e assimilati dal mondo germanico |
| 1116       |              | Comune a Bologna | |
| 1117       |              | Comune a Milano | |
| 1118       |              | Fondazione dell'Ordine del Tempio (Templari) | |
| 1122       | 23 settembre | Concordato di Worms | Fine della lotta per le investiture: papa e imperatore si accordano sulla nomina dei vescovi riconoscendo in Germania il diritto imperiale a porre il veto o quello a decidere o meno l'eventuale investitura temporale dei vescovi. |
| 1123       |              | Concilio Lateranense I | Organizzazione della Chiesa gerarchicamente attorno al papa secondo il primato di san Pietro |
| 1130       | 25 dicembre  | Viene riconosciuto il regno di Sicilia dei Normanni | |
| 1137       |              | Unione tra le contee catalane (futuro Principato di Catalogna) e Aragona | Inizia l'espansione catalano-aragonese nel Mediterraneo |
| 1138       |              | Corrado III Hohenstaufen sale sul trono imperiale | |
| 1139       |              | Riconosciuto il Regno del Portogallo | |
| 1140       |              | Pietro Abelardo, scontratosi con Bernardo di Chiaravalle è posto sotto processo | |
| 1143       |              | Manuele Comneno imperatore di Bisanzio | Tenterà una rete di alleanze anti-Barbarossa nella speranza di avviare una politica occidentale nel solco di Giustiniano I |
| 1144       | 23 dicembre  | Zengi, atabeg di Mosul, conquista Edessa | Pretesto per la seconda crociata |
| 1147       |              | Seconda crociata, che segue la capitolazione di Edessa, uno degli stati crociati | Vi partecipano alcuni sovrani ma si rivela un fallimento per il fallimentare assedio di Damasco voluto da Luigi VII di Francia |
| 1147       |              | Viene fondata la città di Mosca | |
| 1152       |              | Elezione di Federico Barbarossa a imperatore | Sanate le lotte tra duchi di Baviera (guelfi) e di Svevia (ghibellini) perché Federico era imparentato con entrambi |
| 1152       |              | Eleonora d'Aquitania sposa Enrico II d'Inghilterra dopo aver divorziato da Luigi VII di Francia                                                                                          | Aquitania e Poitou entrano nella sfera d'influenza inglese |
| 1158       |              | Federico Barbarossa, supportato dai giuristi dell'Università di Bologna, emette la Constitutio de regalibus                                                                              | Vuole riprendere i diritti usurpati dai comuni italiani, ma essi gli si ribelleranno |
| 1158       |              | Fondazione della Lega anseatica. | |
| 1162       |              | Almohadi nella Penisola iberica | Il dominio almohade sarà più duro e più intollerante di quello almoravide |
| 1165       |              | La lettera del sedicente Prete Gianni arriva in occidente e ridesta l'interesse verso l'Asia o l'Africa, dove regnerebbe un re cristiano in grado di aiutare l'Europa contro i musulmani | |
| 1167       |              | Lega lombarda | contro Federico Barbarossa |
| 1171       |              | Il califfato fatimide del Cairo è abbattuto da Saladino | Il mondo musulmano inizia la riscossa contro gli stati crociati di Outremer |
| 1173       |              | Pietro Valdo fonda a Lione i Pauperes Lugdunensen o Valdesi | |
| 1174       |              | Baldovino IV "il Lebbroso" re di Gerusalemme | Sotto di lui si acuirono le rivalità tra le fazioni favorevoli e sfavorevoli ad attaccare il Saladino, ma finché fu in vita (1185) tenne a bada la situazione                                                                        |
| 1176       |              | Federico Barbarossa, senza l'appoggio di Enrico il Leone, viene sconfitto dalla lega lombarda nella battaglia di Legnano                                                                 | L'imperatore ha nemici su tutti i fronti (papato, Bizantini, comuni, principi tedeschi, Normanni, Veneziani...), per questo tenterà di rompere il blocco avversario alleandosi prima di tutto col papa                               |
| 1179       |              | Concilio Lateranense III | Elezione papale limitata ai soli cardinali, condanna della simonia e dell'elezione vescovile ad opera di laici. |
| 1183       |              | Pace di Costanza | Tra il Barbarossa e i Comuni italiani |
| 1184       |              | Istituzione dell'Inquisizione | |
| 1185       |              | Persecuzione dei patarini | |
| 1186       |              | Matrimonio fra Enrico VI e Costanza d'Altavilla | Pace tra Svevi e Normanni |
| 1187       | 2 ottobre    | Saladino entra a Gerusalemme | Dopo la sconfitta di Hattin, il difensore della città patteggia un'onorevole resa che permette l'evacuazione ordinata degli Occidentali, senza spargimenti di sangue                                                                 |
| 1189       |              | Terza crociata | Riconquista di San Giovanni d'Acri e pace col Saladino |
| 1190       |              | Muore in Cilicia Federico Barbarossa durante la traversata dall'Anatolia per partecipare alla terza crociata                                                                             | |
| 1195       | 10 luglio    | Battaglia di Alarcos | Grave sconfitta dei cristiani spagnoli a parte degli Almohadi |

## XIII secolo
| Anno      | Data        | Evento | Significato |
| --------- | ----------- | --- | --- |
| 1202      |             | Liber abaci di Leonardo Fibonacci | Introdotti in Europa lo zero e i numeri arabi |
| 1204      |             | Sacco di Costantinopoli durante la quarta crociata | Instaurazione dell'Impero latino di Costantinopoli |
| 1205      |             | Battaglia di Adrianopoli, i Bulgari sconfiggono i Latini d'Oriente                                                                                        | |
| 1206      |             | Gengis Khan unifica l'area del Gobi | I Mongoli trovano un'identità nazionale |
| 1208      |             | Papa Innocenzo III proclama la crociata albigese, contro i catari nel sud della Francia.                                                                  | Annessione della Provenza al Regno di Francia |
| 1209-1229 |             | Crociata albigese | Il re di Francia Filippo II Augusto prende l'occasione per conquistare le ricche contrade del Sud del paese |
| 1214      | 24 luglio   | Battaglia di Bouvines | Filippo II affiancato da Federico II vince Giovanni Senza Terra e si riprende i territori (già confiscati) della Normandia |
| 1215      |             | Magna Carta firmata da Giovanni Senzaterra | Prima sottomissione di un sovrano che accetta di limitare i suoi poteri, superando però il momento di crisi della rivolta dei baroni                                                                                           |
| 1215      |             | Concilio Lateranense IV | Dichiarata a superiorità della Chiesa rispetto a qualunque altro potere secolare |
| 1216      |             | Il papa riconosce l'Ordine Domenicano | |
| 1220      |             | Federico II imperatore | Egli aveva anche la corona di Sicilia, ereditata dalla madre, ma non unì formalmente i due regni. Fissò la sua corte a Palermo                                                                                                 |
| 1223      | 29 novembre | Regola definitiva dell'Ordine Francescano | |
| 1227      |             | Morte di Gengis Khan | L'impero mongolo è già una realtà immensa e verrà ulteriormente ampliato dai suoi successori |
| 1227      |             | Gregorio IX scomunica Federico II | A causa del tergiversare nell'organizzazione della crociata e per alcune politiche sfavorevoli al clero in Sicilia |
| 1228      |             | Sesta crociata | Federico II negozia pacificamente col sultano la consegna di Gerusalemme smilitarizzata |
| 1235      |             | Le Isole Baleari conquistate dagli aragonesi | |
| 1236      |             | I cristiani conquistano Cordova | La Reconquista è di fatto terminata. Resta di fatto solo il sultanato di Granada |
| 1239      |             | Seconda scomunica di Federico II | Per la nomina di Re Enzo in Sardegna, terra già promessa la papa |
| 1240      |             | Kiev conquistata dai Tartari | Paura in Europa per questa nuova invasione |
| 1245      |             | Concilio di Lione I | Innocenzo IV depone Federico II. Resta re di Sicilia, ma ormai il suo potere è compromesso e verrà sconfitto più volte dai comuni lombardi                                                                                     |
| 1249-1250 |             | Settima crociata | Senza successo, re Luigi IX di Francia viene catturato |
| 1250      |             | I Mamelucchi assumono il potere in Egitto, succedendo senza violenze agli Ayyubidi                                                                        | |
| 1258      |             | I Mongoli conquistano Baghdad | Fine del califfato abbaside |
| 1260      |             | Battaglia di Montaperti | Manfredi sconfigge i guelfi |
| 1261      |             | Michele VIII Paleologo, grazie alla riconquista di Costantinopoli da parte di Alessio Strategopulo Melisseno, sconfigge l'Impero latino di Costantinopoli | Restaurazione dell'Impero bizantino |
| 1266      |             | Battaglia di Benevento | Manfredi è ucciso ed il partito ghibellino italiano viene sconfitto definitivamente: Carlo I d'Angiò è Re di Sicilia |
| 1268      |             | Carlo d'Angiò imprigiona e fa giustiziare Corradino di Svevia                                                                                             | Il papa Clemente IV, avvalendosi di un diritto dell'XI secolo, depone gli Svevi e dà inizio alla Dinastia Angioina nel meridione d'Italia.                                                                                     |
| 1270      |             | Ottava crociata. Morte di Luigi IX | Attacco contro Tunisi, con Luigi IX che intendeva aiutare il fratello Carlo I d'Angiò contro il potente vicino |
| 1271      |             | Nasce il regno di Serbia dallo sgretolarsi dell'Impero bizantino nei Balcani                                                                              | |
| 1271-1292 |             | Marco Polo in Asia | |
| 1273      |             | Rodolfo I d'Asburgo è il primo imperatore della dinastia degli Asburgo                                                                                    | La dinastia si ritaglia il ducato d'Austria col quale controllerà spesso l'elezione imperiale. Gli Asburgo, nel solco di Enrico il Leone, si interesseranno solo alla politica tedesca, lasciando perdere i territori italiani |
| 1274      |             | Concilio di Lione II indetto da Gregorio X | Approvati gli ordini carmelitano ed agostiniano |
| 1282      | 29 marzo    | Vespri siciliani | L'aristocrazia sicula si ribella agli Angioini (che avevano anche spostato la capitale da Palermo a Napoli) e chiama a governare Pietro III d'Aragona                                                                          |
| 1284      |             | Battaglia della Meloria | I genovesi sconfiggono i pisani |
| 1285      |             | La morte di Martino IV, Carlo I d'Angiò, Pietro III d'Aragona e Filippo III di Francia impedisce la guerra tra angioini e aragonesi                       | |
| 1285      |             | Filippo il Bello re di Francia | Inaugura la politica del regalismo |
| 1285      |             | Onorio IV instaura buoni rapporti diplomatici con il khan mongolo di Persia                                                                               | Il khan era buddista con consiglieri nestoriani e forse sarebbe potuto essere convertito al cristianesimo o almeno usato per combattere i musulmani, ma non si colse l'occasione                                               |
| 1291      |             | Caduta di San Giovanni d'Acri | Fine dell'esperienza crociata in Terrasanta |
| 1291      |             | Spedizione dei fratelli Vivaldi oltre lo stretto di Gibilterra                                                                                            | |
| 1294      |             | Eletto papa Bonifacio VIII | |
| 1295      |             | Marco Polo pubblica Il Milione sui suoi viaggi in Asia | |
| 1297      |             | Il parlamento inglese diviso in Camera dei lord e Camera dei comuni                                                                                       | I poteri del sovrano inglese sono limitati, ma ha un solido appoggio nell'aristocrazia e nel popolo |
| 1298      |             | Battaglia di Curzola | I Genovesi sconfiggono i Veneziani |
| 1298      |             | Filippo il Bello accetta l'arbitrato di Papa Bonifacio VIII con gli inglesi, ma solo come persona, non come pontefice                                     | Universalità del papato messa in discussione |
| 1300      |             | Primo giubileo | |

## XIV secolo
| Anno      | Data         | Evento | Significato |
| --------- | ------------ | --- | --- |
| 1301      |              | Carlo di Valois scaccia i guelfi bianchi da Firenze                                                                                   | La politica di Bonifacio VIII aveva bisogno dei banchieri fiorentini e non poteva tollerare avversari                                                                   |
| 1302      |              | Pace di Caltabellotta | Sicilia affidata a Federico (figlio di Giacomo d'Aragona), con accordo che prevede restituzione agli angioini dopo la sua morte. Riconosciuto re del regno di Trinacria |
| 1302      |              | Papa Bonifacio VIII emette la bolla Unam Sanctam                                                                                      | Tenta di ristabilire il primato del pontefice sui sovrani europei, ma ormai non ha alleati e i proclami cadono nel vuoto                                                |
| 1303      | 7 settembre  | Schiaffo d'Anagni | Filippo il Bello dichiara Bonifacio VIII destituito e i suoi emissari lo umiliano. Entrata in crisi del papato come potere universale.                                  |
| 1309      |              | Inizio della cattività avignonese con Papa Clemente V                                                                                 | Il papato si stabilisce a Avignone ed entra, almeno inizialmente, nell'orbita del re di Francia                                                                         |
| 1307      |              | Gli Angiò ricostituiscono il regno d'Ungheria                                                                                         | |
| 1307      | 13 ottobre   | Filippo il Bello inizia il processo contro l'Ordine templare                                                                          | |
| 1311      |              | Il ducato di Atene agli Aragonesi | |
| 1313      |              | Muore Enrico VII di Lussemburgo | Finisce la speranza di una restaurazione dell'autorità imperiale, invocata per esempio da Dante Alighieri                                                               |
| 1315-1317 |              | Grande carestia | In tutta Europa, provoca la morte di una gran numero di individui |
| 1324      |              | Papa Giovanni XXII scomunica Ludovico il Bavaro                                                                                       | L'imperatore aveva aiutato i Visconti di Milano (ghibellini) ignorando il papa                                                                                          |
| 1328      |              | La Sardegna agli aragonesi | |
| 1328      |              | A Roma Ludovico il Bavaro si fa incoronare dal laico Sciarra Colonna                                                                  | Nascono le idee di laicità dell'Impero con Marsilio da Padova e Guglielmo da Ockham. Nomina dell'antipapa Niccolò V                                                     |
| 1328      |              | Filippo VI di Francia | Inizia la dinastia dei Valois, per contrapposizione ai diritti inglesi sul trono francese                                                                               |
| 1337      |              | Inizia la Guerra dei Cent'Anni tra Francia e Inghilterra                                                                              | |
| 1342-1346 |              | Fallimento a catena di molte compagnie commerciali fiorentine                                                                         | Per i prestiti insoluti a Edoardo III d'Inghilterra |
| 1343      |              | Succede al trono di Sicilia Giovanna I, nipote di Roberto I d'Angiò                                                                   | Sposata con il figlio del re d'Ungheria, Andrea |
| 1346      |              | I navigatori europei arrivano a Capo Bojador, ai confini della Mauritania                                                             | |
| 1347-1350 |              | La Peste nera in Europa | Muore dal 25% al 35% della popolazione europea |
| 1356      |              | Bolla d'oro | Fissato il sistema di elezione dell'Imperatore tedesco, con sette principi elettori                                                                                     |
| 1356-1358 |              | Rivolte della jacquerie in Francia | Popolazione stremata dalle carestie ed epidemie |
| 1360      |              | Edoardo III d'Inghilterra rinuncia ai diritti sulla corona francese in cambio della sovranità feudale di un'ampia parte della Francia | Non basta però a fermare la Guerra dei Cent'anni, che riprende nel 1369                                                                                                 |
| 1361      |              | I turchi ottomani conquistano Adrianopoli, che diventa la loro nuova capitale                                                         | Da lì inizia la conquista turca dei Balcani e lo strangolamento di Costantinopoli                                                                                       |
| 1358      |              | Fondazione della lega anseatica | |
| 1369      |              | Tamerlano unifica la Transoxiana e pone la capitale a Samarcanda                                                                      | |
| 1372      |              | La regina Giovanna I d'Angiò accetta la perdita della Sicilia (Trattato di Avignone, 20 agosto) e cambia il nome del regno            | Nasce il Regno di Napoli, angioino |
| 1377      |              | Morte di Federico IV d'Aragona | |
| 1378      |              | Rivolta dei Ciompi a Firenze | I salariati della lana cercano un riconoscimento politico |
| 1378      |              | Grande scisma d'Occidente | I cardinali francesi si oppongono al ritorno del papa a Roma ed eleggono un proprio antipapa ad Avignone                                                                |
| 1381      |              | Rivolta dei contadini in Inghilterra                                                                                                  | Contro il duro regime fiscale imposto dal re a causa della Guerra dei Cent'Anni                                                                                         |
| 1386      |              | Battaglia di Sempach | I cantoni svizzeri vincono gli Asburgo |
| 1386      |              | Polonia e Lituania si fondono | Nasce la dinastia degli Jagelloni |
| 1395      |              | Giangaleazzo Visconti diventa duca di Milano                                                                                          | Possiede un ampio ducato, con una confederazione di città che va dal Veneto, alla pianura Padana, all'Umbria, alla Toscana, al Piemonte                                 |
| 1396      | 26 settembre | Battaglia di Nicopoli | Grande sconfitta delle forze occidentali contro i Turchi. Da allora i sovrani europei tentenneranno nell'organizzare nuove crociate in aiuto dei Bizantini              |
| 1397      |              | Unione di Kalmar | I regni scandinavi si fondono per combattere il predominio della Lega Anseatica                                                                                         |

## XV secolo
| Anno      | Data        | Evento | Significato |
| --------- | ----------- | --- | --- |
| 1402      |             | Battaglia di Angora | I turchi vengono sconfitti dai mongoli di Tamerlano, spronati dagli occidentali. La caduta di Costantinopoli è rallentata di circa 50 anni.                                            |
| 1405      | dicembre    | Tamerlano muore | Il suo impero viene frazionato tra gli eredi |
| 1408      |             | Ladislao I di Napoli conquista Roma arrivando fino all'Umbria.                                                                        | Tentativo di creare un Regno di Italia che si concluderà alla sua morte nel 1414 |
| 1409      |             | Concilio di Pisa | Si cerca di sanare lo scisma eleggendo un nuovo papa, ma i due precedenti contendenti (romano e avignonese) rifiutano di deporre la tiara. Si hanno adesso tre papi contemporaneamente |
| 1415      |             | Jan Hus condannato al rogo | Gli hussiti diventano simbolo della rivolta dei Boemi ai tedeschi |
| 1417      |             | Concilio di Costanza | Vengono deposti tutti i papi e antipapi e viene eletto Martino V, fine dello scisma d'Occidente. Inizia il conciliarismo                                                               |
| 1420      |             | Martino V arriva a Roma e inizia una politica accentratrice nello Stato della Chiesa                                                  | Inaugura anche il nepotismo |
| 1420      |             | Giovanna II d'Angiò associa come successore Alfonso V il Magnanimo, re d'Aragona                                                      | Dopo alcune lotte con Renato d'Angiò, anche il regno di Napoli diventerà aragonese |
| 1422      |             | Le corone di Francia e Inghilterra sono fuse da Enrico VI, alleato dei borgognoni, però gli si oppone il delfino Carlo VII di Francia | Il pretendente francese è molto svantaggiato, ma grazie al sostegno di Giovanna d'Arco cambia le sorti della guerra                                                                    |
| 1425      |             | Guerra tra Firenze e i Visconti di Milano                                                                                             | |
| 1427-1432 |             | Vengono scoperte le Azzorre | |
| 1429      |             | Giovanna d'Arco dà il suo aiuto nell'assedio di Orléans                                                                               | |
| 1430      |             | Cattura, processo e condanna a morte di Giovanna d'Arco                                                                               | |
| 1431      |             | Concilio di Basilea | |
| 1436      |             | La fazione moderata degli hussiti è riconosciuta                                                                                      | Nasce la Chiesa nazionale boema |
| 1437      |             | Il concilio è trasferito a Ferrara | Si tenta la ricomposizione dello scisma d'Oriente alla presenza di delegati bizantini                                                                                                  |
| 1439      |             | Il concilio è trasferito a Firenze | Fine effimera dello scisma d'Oriente. I Bizantini vengono a patti in cambio di promesse di aiuto contro i turchi                                                                       |
| 1439      |             | I cardinali ancora a Basilea eleggono antipapa Amedeo VIII di Savoia                                                                  | Piccolo scisma d'Occidente fino al 1449 |
| 1444      |             | Fallimento della crociata contro i Turchi voluta da Eugenio IV                                                                        | |
| 1447      |             | I portoghesi arrivano alla foce del Senegal                                                                                           | |
| 1450      |             | Francesco Sforza duca di Milano | Si allea con Firenze e lascia isolata Venezia |
| 1450      |             | Skanderbeg resiste ai Turchi | L'Albania trova un capo che la guida contro il nemico ottomano |
| 1452      | 12 dicembre | Ultima disperata richiesta di aiuto dei Bizantini, che proclamano la fine dello Scisma d'Oriente per ingraziarsi gli occidentali      | |
| 1453      | 29 maggio   | Presa di Costantinopoli da parte dei Turchi ottomani                                                                                  | Fine dell'impero bizantino con la morte in battaglia dell'ultimo imperatore Costantino XI                                                                                              |
| 1453      |             | Fine della Guerra dei Cent'anni | La guerra si spegne senza un trattato di pace. Resta agli inglesi il solo dominio continentale di Calais.                                                                              |
| 1454      |             | Johannes Gutenberg stampa la prima Bibbia con la tecnica a caratteri mobili                                                           | |
| 1454      |             | Pace di Lodi | Gli Stati italiani si accordano con un sistema di alleanze che garantì circa un quarantennio di stabilità                                                                              |
| 1455      |             | Inizio della Guerra delle due rose in Inghilterra.                                                                                    | |
| 1461      | 15 agosto   | I turchi conquistano l'Impero di Trebisonda                                                                                           | |
| 1462      |             | Ivan III di Russia succede a suo padre Basilio II                                                                                     | Nascono il titolo di czar (Caesar) e l'idea di Mosca quale Terza Roma |
| 1464      |             | Pio II tenta di convocare una crociata per riprendere Costantinopoli                                                                  | |
| 1469      |             | Matrimonio tra Isabella di Castiglia e Ferdinando II d'Aragona                                                                        | Unione sostanziale (non ancora formale) della Spagna |
| 1470      |             | I Turchi occupano il Negroponte, sottraendolo a Venezia                                                                               | |
| 1472-1479 |             | I turchi effettuano scorribande in Friuli                                                                                             | |
| 1477      |             | Luigi XI, aiutato dagli Svizzeri, piega il duca di Borgogna                                                                           | |
| 1487      |             | Bartolomeu Dias arriva al Capo di Buona Speranza                                                                                      | |
| 1492      |             | Conquista di Granada | Fine della Reconquista |
| 1492      | 17 aprile   | Isabella di Castiglia finanzia Cristoforo Colombo                                                                                     | Scoperta dell'America, anche se Colombo credette inizialmente di aver trovato le Indie (solo in seguito parlerà di "nuevo mundo").                                                     |
| 1494      |             | Carlo VIII di Francia scende in Italia e travolge tutto il sistema della alleanze della pace di Lodi                                  | Si inaugura in Italia una lunga stagione di eserciti stranieri nella penisola (inizio delle guerre d'Italia)                                                                           |
| 1494      | 7 giugno    | Trattato di Tordesillas | Spartizione del nuovo mondo tra spagnoli e portoghesi |
| 1497      |             | Vasco de Gama raggiunge le Indie circumnavigando l'Africa                                                                             | |
| 1497      |             | Giovanni Caboto tocca l'America del Nord                                                                                              | |